# افتالموسکوپ

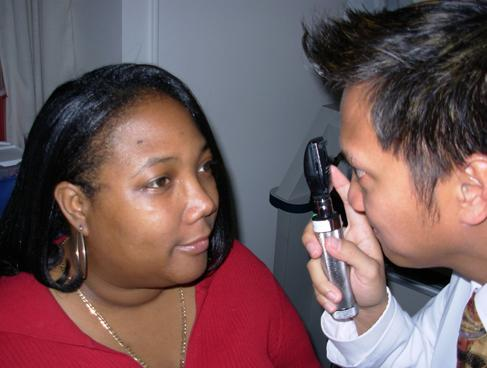
معاینه توسط چشم‌بین

اُفتالموسکوپ (به انگلیسی: Ophthalmoscope) ابزاری است که برای معاینه چشم بکار می‌رود. برای ارزیابی سلامت شبکیه و زجاجیه چشم، افتالموسکوپ ابزاری بسیار مهم به‌شمار می‌آید.
در معاینه ته چشم (فوندوسکوپی) با افتالموسکوپ، تورم دیسک اپتیک نقطه کور (یا papilledema) به ویژه در بیماران مبتلا به سردرد، علامتی کلیدی به‌شمار می‌آید. این علامت می‌تواند نشانگر افزایش در فشار درون جمجمه (ICP) به دلیل عواملی چون ازدیاد غیرعادی مایع درون مغزی، افزایش خوش‌خیم فشار درون جمجمه، یا تومور مغز باشد.
معاینات منظم چشم به وسیلهٔ افتالموسکوپ در بیماران مبتلا به دیابت (هر ۶ ماه تا ۱ سال) برای تشخیص زودهنگام شبکیه‌رنجوری دیابتی اهمیت خاصی دارد.
در فشار خون بالای شریانی، تغییرات شبکیه چشم در اثر فشار خون بالا می‌تواند نشانگر تغییرات مشابه در عروق مغزی بوده و در پیش‌بینی حوادث عروق مغزی (سکته مغزی) بکار آید. 

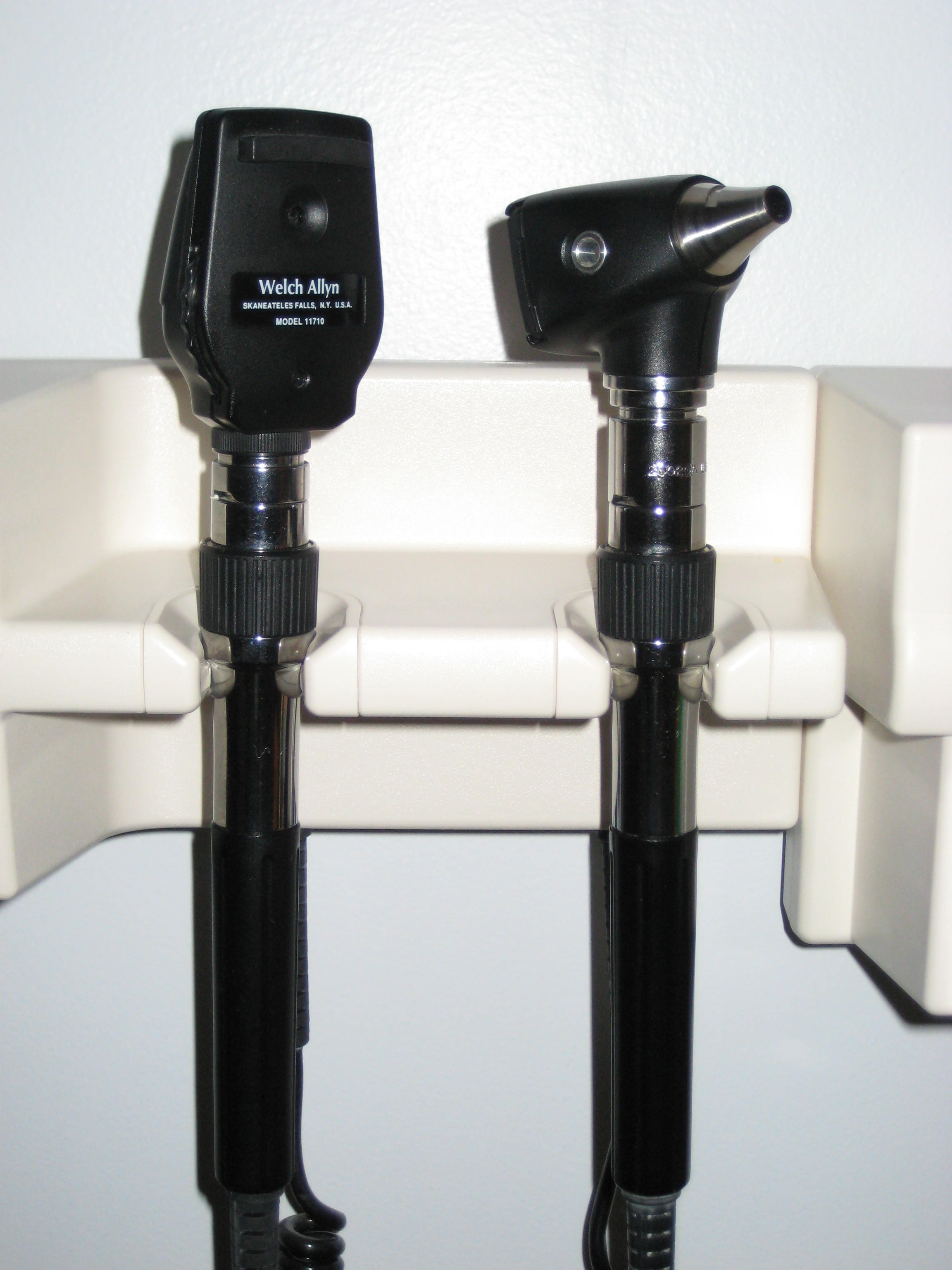
افتالموسکوپ(در سمت چپ) و اتوسکوپ

## تاریخچه
اگر چه افتالموسکوپ در ابتدا در سال ۱۸۴۷ توسط چارلز ببیج اختراع شد، اهمیت آن تا سال ۱۸۵۱، هنگامی که توسط هرمان فون هلمهولتز دوباره و به‌طور مستقل اختراع گردید، نا شناخته باقی ماند.
در سال ۱۹۱۵، جاش ذیل و جان پالومبو اولین چشم‌بین قابل حمل در دست با قابلیت نوردهی مستقیم را اختراع کردند. این ابزار، پیشگام افتالموسکوپ‌هایی محسوب می‌شود که هم‌اکنون توسط پزشکان در سراسر جهان استفاده می‌گردند. شرکت Welch Allyn بر پایه این اختراع بنیان نهاده شد.

## انواع
دو نوع عمده افتالموسکوپ وجود دارد:
- افتالموسکوپ مستقیم
- این ابزار به اندازه یک چراغ قوه کوچک است که با عدسی‌های تعبیه شده در آن تا حدود ۱۵ برابر توان بزرگنمایی دارد. این نوع افتالموسکوپ اغلب در طی یک معاینه فیزیکی معمول استفاده می‌شود.

افتالموسکوپ غیرمستقیم
- این ابزار از دو بخش تشکیل شده‌است. بخش نخست یک منبع نور متصل به یک پیشانی بند است. بخش دیگر یک عدسی دستی کوچک می‌باشد که در چشم‌بینی غیرمستقیم مورد نیاز است . افتالموسکوپ غیرمستقیم نمایش وسیع‌تری از داخل چشم را امکان‌پذیر می‌کند و بیشتر برای مشاهده محیطی شبکیه استفاده می‌شود.

| ویژگی ها               | افتالموسکوپ مستقیم                     | افتالموسکوپ غیر مستقیم        |
| ---------------------- | -------------------------------------- | ----------------------------- |
| کندانسور               | بدون نیاز                              | نیازمند                       |
| فاصله معاینه           | تا حد ممکن نزدیک به چشم بیمار          | در فاصله ای به طول بازو       |
| تصویر                  | تصویرمجازی، مستقیم                     | تصویر حقیقی، وارونه           |
| روشن سازی              | نه چندان روشن،نامناسب در پوشش های مبهم | روشن،مناسب برای پوشش های مبهم |
| میدان فوکوس            | حدود 2-8 disc diameters                | حدود 8 disc diameters         |
| تصویرسازی سه بعدی      | ندارد                                  | دارد                          |
| دید فوندوس قابل دسترس  | تقریبا تا پشت بخش پشتی چشم             | تا حدود اوراسراتا ، شبکیه     |
| معاینه ی پوشش های مبهم | سخت تا غیر ممکن                        | ممکن                          |